# Jehanne Rousseau
Pour les articles homonymes, voir Rousseau.
Jehanne Rousseau est une conceptrice, graphiste et scénariste de jeux vidéo française.

## Biographie
Née en 1976, c'est après des études en lettres classiques qu'elle obtient son premier emploi en tant que graphiste en 1998, pour des jeux vidéo sur Game Boy Color.
Jehanne Rousseau a travaillé pour RFX Interactive, Gameloft et Monte Cristo.
Depuis 2008, elle est directrice du studio Spiders qu'elle a cofondé,, où elle écrit une partie des scénarios des jeux développés.
En 2017, elle est membre du jury du prix H.R. Giger « Narcisse » du meilleur film au Festival international du film fantastique de Neuchâtel, et des Belgian Game Awards en 2020.
En 2020, elle reçoit le prix de la personnalité de l'année lors de la première Cérémonie des Pégases. A cette occasion, elle annonce la création de la Bourse JV, en collaboration avec l'association Loisirs Numériques, afin d'aider des étudiants post-bac souhaitant intégrer une école liée au domaine du jeu vidéo.
Le 15 octobre 2021 Muriel Tramis lui remet la médaille nationale de l’ordre du Mérite,.